# Foxconn
Foxconn International Holdings Ltd (TWSE: 2317, SEHK: 2038) (Chineză tradițională: 富士康科技集團; Chineză simplificată:富士康科技集团; Pinyin: Fùshìkāng Kējì Jítuán) este o subsidiară multinațională a Hon Hai Precision Industry Co Ltd (LSE: HHPD) (Chineză tradițională:  鴻海精密工業股份有限公司; Chineză simplificată: 鸿海精密工业股份有限公司; Pinyin: Hónghǎi Jīngmì Gōngyè Gǔfèn Yǒuxiàngōngsī), o companie taiwaneză care produce componente electronice.
Printre cele mai cunoscute produse Foxconn se numără iPod-ul, iPad-ul și iPhone-ul.
În Republica Populară Chineză, Foxconn este cel mai mare angajator local după statul chinez, având un milion de angajați, din care 500.000 într-o singură fabrică în Shenzen.

## Istorie
Hon Hai Precision Industry Co Ltd a fost fondat în 1974 ca un producător de componente electrice (conectori electrici pentru componente de calculator) de Terry Gou. Foxconn a fost la început o marcă înregistrată a Hon Hai, înainte de a deveni o subsidiară a acestei companii în 2000.

## Clienți
Foxconn produce electronice de consum pentru foarte multe companii de renume mondial. Următoarea listă nu este completă:
- Apple Inc.[10][7]
- Amazon.com
- Cisco
- Hewlett-Packard[11]
- Dell
- Nintendo
- Nokia[10]
- Microsoft
- Sony
- Sony Ericsson[12]